# Oficina Central para la Investigación de Delitos Nacionalsocialistas
La Oficina Central para la Investigación de Delitos Nacionalsocialistas (Zentrale Stelle der Landesjustizverwaltungen zur Aufklärung nationalsozialistischer Verbrechen) es la principal autoridad en Alemania de investigación preliminar contra asesinatos cometidos por el nacionalsocialismo. Su objetivo es encontrar a los autores de los asesinatos en masa cometidos durante la época del gobierno de Adolfo Hitler, que todavía están vivos y a los cómplices de esos crímenes de guerra nazis.

## Historia y funciones

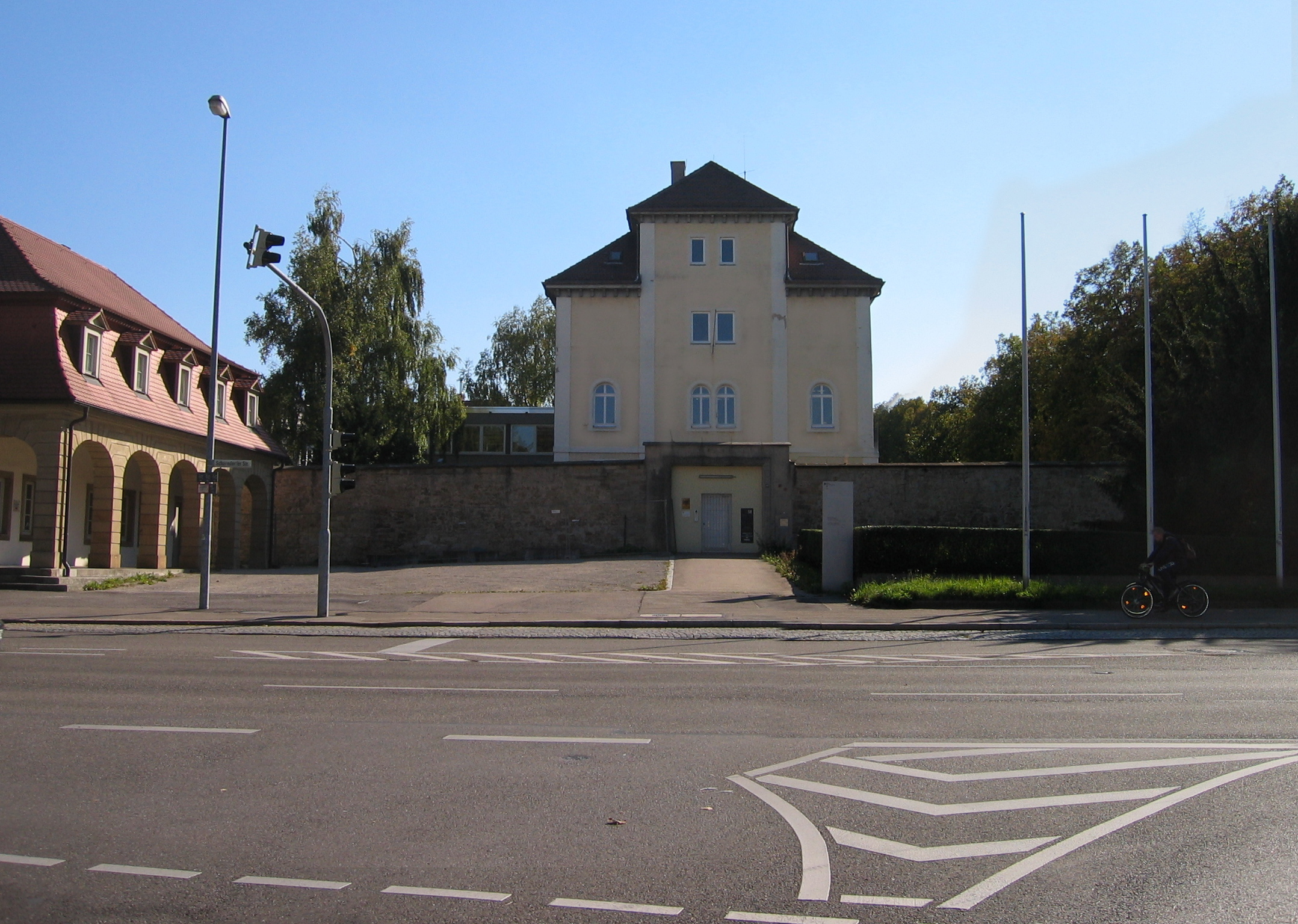
Sede de la Oficina Central para la Investigación de Delitos Nacionalsocialistas

La Oficina Central para la Investigación de Delitos Nacionalsocialistas fue fundada en 1958 por el estado de Baden-Württemberg como una institución conjunta de todas las administraciones de justicia de los estados federales de la República Federal de Alemania. Es la autoridad que investiga todos los delitos nacionalsocialistas. Es la única de su tipo en Alemania y se encuentra en la antigua prisión de mujeres cerca de Schorndorfer Torhaus, en Ludwigsburg, desde 1966.
Esta oficina central alemana para el enjuiciamiento de criminales nazis fue creada para reunir todos los documentos relacionados con los crímenes del Tercer Reich, para encontrar a los culpables y llevarlos ante la justicia.
Las tareas de la Oficina Central son las de una autoridad de investigación preliminar contra asesinatos nacionalsocialistas, siendo la que predetermina cuales fueron los acontecimientos y quienes son los autores de los delitos de homicidio. Una vez determinados los responsables la organización le transmite su informe a la fiscalía responsable, que es la que debe preparar las actuaciones judiciales. Hasta 1997 se habían llevado a cabo aproximadamente 106.000 investigaciones de la cuales solo 6.494 han resultado en.
Las investigaciones sobre crímenes de guerra cometidos por criminales nazis solo pueden llevarse a cabo contra los perpetradores que aún están vivos, de lo contrario, la investigación debe abandonarse. Es por eso que cada vez hay menos investigados ya que año tras año la cantidad de perpetradores vivos y procesables va disminuyendo.
Desde la finalización de la Segunda Guerra Mundial, la Oficina Central para la Investigación de Delitos Nacionalsocialistas se ha encargado de realizar investigaciones preliminares de los delitos nacionalsocialistas, con denuncias de todo el mundo.
En los últimos años, han podido entregar más casos a la fiscalía, especialmente contra guardias en campos de concentración y en campos de prisioneros de guerra.
El poder judicial, a pesar del largo período de tiempo que ha pasado desde la Segunda Guerra Mundial, ha demostrado que aún puede perseguir a los criminales de guerra por sus delitos cometidos durante el régimen nacionalsocialista.
El Gobierno alemán ha segirado que la Oficina Central en Ludwigsburg se mantendrá hasta que  se muera el último denunciado, y se ha considerado convertirla posteriormente en un centro de documentación.